# Jeremiah Mamabolo
Jeremiah Nyamane Kingsley Mamabolo (* 13. August 1955 in Johannesburg) ist ein südafrikanischer Diplomat, der zwischen 2013 und 2016 Ständiger Vertreter und Botschafter bei den Vereinten Nationen war und seit 2016 zunächst stellvertretender sowie seit 2017 Vereinigter Sonderbeauftragter und Leiter der African Union/United Nations Hybrid Operation in Darfur (UNAMID) ist.

## Leben

### Bildungsweg
Mamabolo absolvierte ein Studium für öffentliche Verwaltung an der Universität Pretoria, das er mit einem Master abschloss. Ein weiteres Studium im Fach Journalistik am Harare Polytechnic College in Harare beendete er mit einem Diplom. Er absolvierte des Weiteren ein Studium der Sozialwissenschaften an der Moskauer Schule für Sozialwissenschaften in der Sowjetunion, das er mit einem Graduiertendiplom abschloss.

### Berufsweg
1978 wurde er im Alter von 23 Jahren stellvertretender Leiter der Vertretung des African National Congress (ANC) in Tansania. Von hier aus entwickelte sich seine diplomatische Karriere an verschiedenen Orten:
- 1984, Leiter für Öffentlichkeitsarbeit (Head of Information and Publicity) an der ANC-Vertretung in Simbabwe,
- 1985, Stellvertretender Leiter der ANC-Vertretung in Simbabwe,
- 1987–1989, Leiter der ANC-Vertretung in Maputo, Mosambik,
- 1989–1993, Leiter der ANC-Vertretung in Kuba,
- 1993–94, Leiter der ANC-Vertretung in Simbabwe.

Im Jahre 1994, nach dem Ende der Apartheid, kehrte er nach 18 Jahren Tätigkeit im Exil nach Südafrika zurück.
Mamabolo trat nun in den Dienst des Außenministeriums von Südafrika und wurde von 1995 bis 1999 zum Südafrikanischen Hochkommissar in Simbabwe berufen.
Im Anschluss war er von 1999 bis 2002 Ständiger Vertreter bei der Organisation für Afrikanische Einheit (OAU) sowie bei der Wirtschaftskommission der Vereinten Nationen für Afrika (ECA), die beide ihren Sitz in Addis Abeba haben. Zugleich fungierte er in Personalunion als Botschafter in Äthiopien, Sudan und Dschibuti. Während dieser Zeit war er zwischen 2001 und 2002 als Sondergesandter der Afrikanischen Union für Sierra Leone und das Mano-Flussgebietes maßgeblich an der Aufnahme von Gesprächen zur Beendigung des Bürgerkrieges in Sierra Leone beteiligt. Danach fungierte er von 2002 bis 2006 als stellvertretender Generaldirektor für Afrika-Angelegenheiten im Außenministerium und war dort zuständig für die gesamte Koordinierung und Verwaltung der bi- und multilateralen Beziehungen in Afrika.
Daraufhin war er zwischen 2006 und 2009 Sondergesandter Südafrika für die Region der Afrikanischen Großen Seen und förderte in dieser Verwendung als Unterhändler den Friedensprozess in der Demokratischen Republik Kongo sowie in Burundi. Im Anschluss bekleidete er von 2009 bis 2013 den Posten als Hochkommissar in Nigeria. 2013 wurde er zum Ständigen Vertreter und Botschafter bei den Vereinten Nationen ernannt und übergab am 13. März 2013 sein Akkreditierungsschreiben an UN-Generalsekretär Ban Ki-moon. Dieses Amt hatte er bis März 2016 inne und war in dieser Zeit auch Vorsitzender der Gruppe der 77, ein loser Zusammenschluss von Staaten, die überwiegend zu den Dritte-Welt-Ländern gezählt werden.
Am 2. März 2016 wurde Mamabolo von UN-Generalsekretär Ban Ki-moon und der Vorsitzenden der Kommission der Afrikanischen Union Nkosazana Dlamini-Zuma zum Nachfolger des aus Nigeria stammenden Abiodun Oluremi Bashua zum stellvertretenden Gemeinsamen Sondervertreter der African Union/United Nations Hybrid Operation in Darfur (UNAMID) ernannt und war als solcher für die Überwachung der politischen, menschenrechtlichen und gesetzlichen Aspekte der Mission im Darfur-Konflikt zuständig. Als Nachfolger des ebenfalls aus Nigeria stammenden Martin Ihoeghian Uhomoibhi wurde er am 12. Januar 2017 von UN-Generalsekretär António Guterres und der AU-Kommissionsvorsitzenden Nkosazana Dlamini-Zuma zunächst zum kommissarischen Vereinigten Sondervertreter und Leiter der African Union/United Nations Hybrid Operation in Darfur (UNAMID) ernannt, ehe er drei Monate später am 3. April 2017 von UN-Generalsekretär Guterres und dem neuen AU-Kommissionsvorsitzenden Moussa Faki schließlich zum Vereinigten Sondervertreter und Leiter der UNAMID berufen wurde.

### Persönliches
Mamabolo ist verheiratet und Vater von vier Kindern.